# Spectrobes: Oltre i portali
Spectrobes: Oltre i portali (スペクトロブスシリーズ 超化石モンスターバトル ゲキトツ・ギャラクシー?, Supekutorobusu Shiriizu chōkaseki Monsutaa Batoru gekitotsu gyarakushii, lett. "Spectrobes Series: Battaglia tra mostri super-fossili") è un videogioco del genere Action RPG per la console Nintendo DS sviluppato dalla Jupiter a Kyoto e pubblicato dalla Disney Interactive Studios, seguito del precedente Spectrobes.
Rispetto al capitolo precedente presenta un gran numero di novità, tra cui le battaglie globali, una modalità di gioco in 3D con la telecamera posizionata alle spalle del giocatore, un rendering notevolmente ampliato e migliorato.

## Trama
La storia ha inizio col ritorno dei Krawl nel Sistema Stellare di Nanairo. Questa volta però essi attaccano la grande nave stellare di Rallen, mentre è in orbita geostazionaria con Kollin, rapiscono Aldous e impediscono a Rallen di recuperare i suoi fossili ed i suoi Spectrobe risvegliati. Rallen quindi deve affrontare una nuova e pericolosa avventura. Mentre Rallen cerca di capire dove i Krawl abbiano portato Aldous, viene a conoscenza della minaccia degli Alti Krawl, la razza più evoluta e potente del mondo Krawl.
Essi infatti, per ottenere il dominio sul sistema di Nanairo, hanno come obiettivo tre torri mistiche situate su tre pianeti del sistema: Genshi, Daichi e Nessa. Durante l'avventura, nello spazio, si aprono alcuni portali simili a buchi neri. Incuriosito Rallen li oltrepassa e scopre che essi conducono in altri sistemi stellari e grazie ad essi approda nel sistema di Hakaba e qui ritrova Aldous. Aldous rivela al ragazzo che il Geo del fuoco è stato danneggiato gravemente dagli Alti Krawl e che forse non sarà più possibile evocare l'invincibile Tindera. Rallen affronta la minaccia di Gronos, Gelberus e Jado, i tre Alti Krawl, ma alla fine egli affronta Maja, l'ultimo Alto Krawl, che impiega in battaglia gli Spectrobes Oscuri, troppo potenti per essere sconfitti dagli Spectrobes comuni.
Rallen, però, non si dà per vinto e, una volta sconfitta Maja, attraversa l'ultimo portale che lo conduce su Malik, un pianeta oscuro protetto da un campo di forza invincibile, sede degli Alti Krawl. Per oltrepassarlo occorre una potente luce come quella del sole e qui entra in scena il Dynalium, un nuovo e potentissimo artefatto lasciato da un'antichissima civiltà che per primi hanno affrontato la minaccia Krawl: gli Antichi. Grazie al suo potere, la PPN riesce a distruggere il campo di forza e Rallen approda sul pianeta degli Alti Krawl. Ma qui il ragazzo affronta nuovamente Jado, ritornato in vita dopo aver assunto i poteri degli altri tre Alti Krawl.
Dopo essere stato sconfitto ancora una volta, Jado corre da Krux, l'imperatore Krawl, e lo implora di dargli più potere. Krux però lo condanna a essere imprigionato per i posteri in una Krawlsfera, una gigantesca sfera di Krawl che successivamente avrebbe lanciato su Nanairo. Rallen interviene e sfida Krux, ma l'imperatore rivela al ragazzo di avere un Prizmod e di aver forgiato delle creature ibride tra Spectrobes e Krawl.
Rallen affronta le creature ma quando sta per avere la peggio, il Geo del fuoco si attiva ed appare lo Spectrobe Sommo Tindera che spazza via i mostri. Krux, furioso, non si dà per vinto e sfida Rallen ad un duello di spada. Durante la battaglia, Rallen, per proteggersi da un colpo sleale dell'avversario, taglia in due la maschera di Krux e scopre il suo vero volto. Egli altro non è che una creatura ibrida tra un Krawl ed un umano.
Furioso, Krux abbandona il suo palazzo e Rallen torna sul suo incrociatore. Mentre la nave si dirige verso il portale per Nanairo, il pianeta di Krux svanisce in una luce abbagliante. Jeena dice a Rallen che in qualche strano modo il pianeta Malik era legato a Krux e che, alla sconfitta di quest'ultimo, sarebbe svanito assieme a lui. Rallen, Jeena ed Aldous rientrano su Kollin e vengono accolti come eroi ma loro sanno benissimo che la battaglia con Krux è appena cominciata.

## Caratteristiche
L'ambientazione è sempre quella del capitolo precedente, il sistema di Nanairo con i suoi 5 pianeti che anche questa volta saranno scena delle battaglie tra la nostrana NPP (Nanairo Planetary Patrol) ed i Krawl (delle creature che viaggia in dei vortici neri che puntano ad ingoiare il sistema di Nanairo) che questa volta sono guidati dagli Alti Krawl, capeggiati a loro volta dal Maestro Oscuro Krux.
Il gioco presenta una grafica tridimensionale in terza persona che verrà visualizzata sul touch screen del Nintendo DS mentre l'altro visualizzerà una mappa dell'area. Rispetto alla versione precedente del gioco, la grafica risulta migliorata sotto molti punti di vista.
La storia può risultare pesante all'inizio per coloro che si affacciano al mondo degli Spectrobes per la prima volta, ma grazie alla trama che si sviluppa in fretta e ad un ritmo incalzante, le lacune portate dalla non conoscenza del capitolo precedente non si fanno più sentire dopo poco.
La più grande novità è la possibilità di effettuare scambi, chat e tornei in tutto il mondo con un massimo di 16 partecipanti. Degna di nota è l'introduzione del Mercato Wi-Fi, una modalità on-line che consente di acquistare Spectrobes, minerali, componenti e cubi rari utilizzando i punti PL acquisiti nel gioco.
Per la prima volta si potrà impersonare in alcuni punti, oltre a Rallen, anche Jeena. Nel gioco sono presenti i 50 Spectrobes precedenti (più i 3 speciali) e 25 nuovi Spectrobes Evoluti, inoltre vengono ampliate le tematiche riguardanti le tre proprietà delle creature: Corona, Aurora e Flash (un dato poco sviluppato nel precedente videogioco). È anche possibile trasferire tutti gli Spectrobes ottenuti nel precedente videogioco nel nuovo e di adoperare anche la precedente serie di carte. Degna di nota è anche l'introduzione del gruppo oscuro, di cui fanno parte 30 Spectrobes. Questa nuova categoria mostra delle creature più potenti e più minacciose rispetto agli originali.
Nel primo gioco Rallen combatteva insieme agli Spectrobes nei vortici neri. Nel secondo, invece, Rallen combatte degli esseri detti Polvere Di Krawl, che si creano dai vortici e che si sconfiggono con le armi in dotazione.Se prima, per caricare mosse di squadra, speciali individuali e Geo, si caricava con X, adesso la barra dei colpi speciali si carica con attacchi. I geo in questo gioco si ottengono vincendo le battaglie di livello da 1 a 6 su Malik, e i Geo non colpiranno i nemici, ma distruggeranno il vortice ponendo fine alla battaglia.

## Stadi evolutivi degli Spectrobes
Introdotti in Spectrobes 1
- Cucciolo: Lo stadio di partenza. Lo Spectrobe Cucciolo non sa combattere e viene impiegato come cercatore di minerali e fossili.
- Adulto: Lo stadio intermedio. Lo Spectrobe Adulto impara a difendersi con semplici ma potenti attacchi fisici. Solo alcuni Spectrobe fanno uso di poteri psichici.
- Evoluto: Lo stadio perfetto. Lo Spectrobe Evoluto sferra potenti e devastanti attacchi fisici e psichici.
- Sommo: Esistono solo 7 Spectrobes di questo stadio e la loro forza è tale da poter devastare interi pianeti. Lo stadio sommo non è raggiungibile da nessuno Spectrobe. Gli Spectrobes Sommi sono gli dei del mondo Spectrobe e solo un Maestro Spectrobe è in grado di controllare la loro smisurata potenza.
- Chroma Change: Una particolare evoluzione che avviene in qualunque stadio (tranne nel Sommo) e che consente a uno Spectrobe di cambiare colore della propria pelle grazie a dei particolari minerali. Esistono tre tipi di colore per ogni Spectrobe che sono: Base, Custom1 e Custom2. Avviene facendo mangiare allo Spectrobe dei particolari minerali denominati: Cromo1, Cromo2 e Cromo3.
- Mode Change: Questa evoluzione potenzia lo Spectrobe grazie all'applicazione di alcuni componenti misteriosi come mazza ferrata, spada, bombe, martello, corna, ali, cannone, scudo, ecc. Esistono tre componenti diversi per ogni Spectrobe: Normale, Componente1 (Attacco potenziato) e Componente2 (Difesa potenziata). Avviene solo negli Spectrobes Adulti ed Evoluti.

Introdotti in Spectrobes 2
- Spectrobes Oscuri: Spectrobes disponibili solo sul pianeta Darkmos, nel lago di Fons e nel palazzo di Krux, non possono essere battuti da Spectrobes normali, hanno un attacco combinato uguale qualunque sia la coppia e il loro nome è un anagramma del nome originale (es. Leozar/Elozar)

## Mondi
Nel gioco sono presenti ben 4 sistemi solari con i loro pianeti.

### Nanairo
Nanairo è il sistema stellare natale di Rallen e Jeena. Si compone di ben 7 pianeti, tuttavia, a differenza del primo Spectrobes, in questo secondo gioco ne vengono mostrati solo 5.
- Genshi: Il primo pianeta del sistema di Nanairo, è il più vicino al sole. È ricoperto di lussureggianti giungle ed è presente una forte attività vulcanica.
- Daichi: Un pianeta ricoperto di vallate ed imponenti altopiani avvolto dall'aurora.
- Kollin: Capitale del Sistema Stellare hanno qui sede il quartier generale della PPN, il museo e sui suoi anelli è presente una zona di servizio.
- Nessa: Un pianeta desertico simile a Saturno su cui è presente una sola città abitata da cercatori di tesori.
- Ziba: Pianeta in rovina spezzato in due dal campo magnetico delle sue due lune.
- Akaboshi: La prima luna di Ziba. Qui è presente la valle del fulmine di tipo Corona.
- Aoboshi: La seconda luna di Ziba. Qui è presente la valle del fulmine di tipo Flash.
- Sole di Nanairo: Il sole del sistema che brilla di sette colori diversi. La sua luce e la sua energia diventano elementi fondamentali per il funzionamento del Dynalium.

Sono inoltre presenti tre portali che conducono ad altri sistemi.
- Portale 1: Un portale azzurro apertosi nell'orbita di Nessa e che conduce al sistema di Fubuki.
- Portale 2: Un portale verde apertosi innanzi al pianeta Daichi e che conduce al sistema di Kagero.
- Portale 3: Un portale rosso creato da Rallen e Jeena grazie alla spirale dimensionale per poter raggiungere Aldous. È stato aperto tra le orbite dei pianeti Kollin e Nessa e conduce al sistema di Hakaba.

Pianeti non giocabili ma citati nel gioco ed apparsi solo nel primo Spectrobes:
- Himuro: Pianeta ghiacciato artificiale costruito dagli Antichi che orbita in sincrono con Meido.
- Meido: Pianeta misterioso ed ostile la cui superficie è divenuta instabile dopo la morte del fungo Xelles. Si trova all'estremo confine del sistema di Nanairo e segue la stessa orbita del Sole.

### Fubuki
Sistema stellare sconosciuto in cui è presente un solo pianeta. Il sole di Fubuki è imploso su sé stesso oscurando totalmente l'area in cui si trova. È possibile raggiungerlo sfruttando il portale azzurro aperto vicino a Nessa.
- Hyoga: Unico pianeta del sistema di Fubuki, Hyoga è congelato sino al nucleo dopo la perdita del suo sole. Un tempo era abitato da una fiorente civiltà.

### Kagero
Un sistema stellare in cui sono presenti ben due pianeti ed un sole che emana luce verde. Questo sistema lo si raggiunge tramite il portale verde aperto vicino a Daichi.
- Fons: Un pianeta ricco di acquitrini e praterie al cui centro è presente un lago oscuro.
- Satellite di Fons: Questo satellite è un gigantesco artefatto degli Antichi in grado di emettere un immenso campo luminoso grazie alle tre proprietà Spectrobes.
- Darkmos: Un pianeta ricoperto di paludi oscure e perennemente avvolto da tossiche nubi. Su di esso sono presenti gli Spectrobes Oscuri.

### Hakaba
Remoto sistema stellare su cui nacque e si sviluppò la civiltà degli Antichi, Hakaba si compone di due pianeti e di un sole estinto. Lo si raggiunge solamente attraversando il portale rosso e sfruttando il potere della spirale dimensionale.
- Nox: Un pianeta morto il cui centro è stato scavato dai Krawl durante un loro attacco. Qui l'antica astronave precipita lasciando in totale isolamento Aldous. Sulla sua superficie calpestabile è presente la città degli Antichi, mentre nella zona scavata sono presenti una zona vulcanica e la foresta dei funghi Xelles.
- Malik: La fortezza di Krux avvolta da un campo di forza oscuro. È da qui che Krux impartisce il suo volere ai Krawl. Il pianeta verrà successivamente distrutto grazie al Dynalium.

## Personaggi
- Rallen: Protagonista della storia è un agente della PPN dotato della capacità di ammaestrare gli Spectrobes.
- Jeena: Partner di Rallen è una ragazza solare molto intelligente ed esperta nell'uso degli scanner.
- Krux: Il sovrano fantasma oscuro che controlla i Krawl. È dotato di poteri straordinari e cela il suo volto oltre una maschera inquietante. Nella battaglia finale fa uso di creature ibride tra Krawl e Spectrobe. Solo alla fine rivela il suo volto, egli è in realtà una creatura ibrida tra un Krawl ed un umano.
- Maja: La più spietata degli Alti Krawl. Si scontra spesso con Rallen nel corso della storia e fa uso degli Spectrobes Oscuri. Verrà sconfitta nella città degli Antichi su un gigantesco fungo Xelles.
- Jado: L'Alto Krawl che controlla la materia ed assorbe i poteri degli avversari. Verrà sconfitto nella giungla di Genshi ma una parte del suo corpo si insedia sull'astronave di Rallen e, assorbendo i poteri degli Alti Krawl, risorgerà nella sua forma finale. Sarà sconfitto definitivamente nel Palazzo di Krux.
- Gelberus: Un Alto Krawl dotato del potere di gestire il fuoco. Sarà sconfitto da Rallen nel cuore delle rovine ghiacciate su Hyoga.
- Gronos: Alto Krawl che controlla l'antimateria ed è l'unico in grado di aprire varchi dimensionali a suo piacimento. Verrà sconfitto nel nucleo di Ziba.
- Dott.ssa Kate: Brillante scienziata di Nanairo che aiuterà Rallen più volte nel corso della storia.
- Prof. Wright: Studioso di fossili che insegnerà a Rallen molti segreti sugli Spectrobes.
- Webster: Anziano curatore del museo di Kollin molto loquace e poco disponibile verso gli altri. Solo dopo aver compreso il pericolo aiuterà Rallen.
- Aldous: Viaggiatore proveniente dal sistema stellare di Giorna conoscente delle antiche mitologie Spectrobe. Tuttavia all'inizio della storia viene rapito da Maja e scagliato nello sconosciuto sistema di Hakaba. Dopo essere stato ritrovato da Rallen scatenerà ancora una volta il potere degli Spectrobes Sommi per salvare Nanairo.
- Comandante Grant: Comandante della PPN che da consigli e missioni a Rallen.
- Antichi: Civiltà che per prima affrontò i Krawl. Grazie agli artefatti rimasti sui loro mondi, Rallen riuscirà a salvare ancora una volta il suo sistema stellare.

## Sequel
Poco tempo dopo l'uscita del gioco, la Jupiter e la Disney Interactive Studios hanno dichiarato la loro lavorazione ad un terzo episodio della serie. Il gioco è uscito ad agosto 2009 per la console Nintendo Wii. Il titolo del terzo capitolo è Spectrobes: Le origini.